# Keresztstabilizátoros egysínű
A giroszkópos egysínes, girostabilizált egysínes vagy girokocsi olyan egysínes szárazföldi jármű, amely egy forgó kerék giroszkópos hatását használja fel az egysínes sínen való egyensúlyozás eredendő instabilitásának leküzdésére.
Az egysínű sínpálya Louis Brennan, August Scherl és Pjotr Shilovsky nevéhez fűződik, akik a huszadik század elején építettek teljes méretű, működő prototípusokat. Egy változatát Ernest F. Swinney, Harry Ferreira és Louis E. Swinney fejlesztette ki 1962-ben az Egyesült Államokban.
A giroszkópos egysínes sínt soha nem fejlesztették tovább a prototípus fázisnál.
A Silovszkij által említett egysínes sínek fő előnye a vadászó lengés elnyomása, amely a hagyományos vasutaknál akkoriban tapasztalt sebességkorlátozás volt. Emellett a modern nagysebességű vonatokra, például a TGV-re jellemző 7 km-es fordulósugárhoz képest élesebb kanyarok is lehetségesek, mivel a jármű a kanyarokban a repülőgépekhez hasonlóan automatikusan dől, így a fedélzeten nem tapasztalható oldalirányú centrifugális gyorsulás.
Nagy hátránya, hogy sok kocsinak - beleértve az utas- és tehervagonokat is, nem csak a mozdonynak - szüksége lenne egy meghajtott giroszkópra, hogy egyenesen maradjon.
Ellentétben az egyensúly fenntartásának más eszközeivel, mint például a súlypont oldalirányú elmozdítása vagy a reakciókerekek használata, a giroszkópos egyensúlyozó rendszer statikusan stabil, így a vezérlőrendszer csak a dinamikus stabilitás átadására szolgál. Az egyensúlyozó rendszer aktív része ezért pontosabban gördülési csillapítóként írható le.

## Történelmi háttér

### Brennan egysínes sínpályája
A kép a vezető részben a Louis Philip Brennan CB által kifejlesztett 22 tonnás (22 hosszú tonna; 24 rövid tonna)22 tonnás (üres tömegű) prototípus járművet ábrázolja. Brennan 1903-ban nyújtotta be első egysínű sínpár szabadalmát.
Első bemutató modellje mindössze egy 30,0 x 11,8 hüvelyk (762 x 300 mm) méretű doboz volt, amely az egyensúlyozó rendszert tartalmazta. Ez azonban elegendő volt ahhoz, hogy a hadsereg tanácsa 10 000 fontot javasoljon egy teljes méretű jármű kifejlesztésére. Ezt a pénzügyi osztályuk megvétózta. A hadsereg azonban különböző forrásokból 2000 fontot talált Brennan munkájának finanszírozására.
Ezen a költségvetésen belül Brennan egy nagyobb, 6,0 x 1,5 láb (1,83 x 0,46 m) méretű modellt készített, amelyet két 5,0 hüvelyk (127 mm) átmérőjű giroszkópos rotor tartott egyensúlyban. Ez a modell ma is megtalálható a londoni Tudományos Múzeumban. A jármű pályáját Brennan házának területén fektették le a Kent állambeli Gillinghamben. A pálya fából készült talpfákra fektetett közönséges gázvezetékből állt, 15 méteres drótkötélhíddal, éles kanyarokkal és akár egy az öthöz arányú lejtéssel. Brennan 1907-ben a Royal Society előtt tartott előadásában mutatta be modelljét, amely "egy tanított és karcsú dróton" "a feltaláló tökéletes irányítása alatt" oda-vissza futott.
Brennan csökkentett méretarányú vasútja nagyrészt igazolta a hadügyminisztérium kezdeti lelkesedését. Az 1906-ban megválasztott liberális kormány, amely a pénzügyi megszorítások politikáját követte, azonban gyakorlatilag leállította a hadsereg finanszírozását. Az India Hivatal azonban 1907-ben 6 000 font előleget szavazott meg (ami 2021-ben 675 267 fontnak felel meg) az egysínű vasút fejlesztésére az északnyugati határvidék számára, és további 5 000 fontot (ami 2021-ben 555 391 fontnak felel meg) a kasmíri Durbar 1908-ban előlegezett meg. Ezt a pénzt 1909 januárjára már majdnem elköltötték, amikor az Indiai Hivatal további 2 000 fontot előlegezett meg(ami 2021-ben 221 795 fontnak felel meg).
1909. október 15-én a vasúti kocsi először közlekedett saját erőből, és 32 embert szállított a gyárban. A jármű 40,0 x 9,8 láb(12,2 x 3 m) méretű volt, és egy 20 lóerős(15 kW)benzinmotorral 22 mérföld/óra(35 km/h) sebességű volt. Az erőátvitel elektromos volt, a benzinmotor egy generátort hajtott, a két forgóvázon pedig villanymotorok voltak elhelyezve. Ez a generátor látta el energiával a giroszkópmotorokat és a légkompresszort is. A kiegyensúlyozó rendszer a korábbi modellben használt súrlódó kerekek helyett egy pneumatikus szervórendszert használt.
A giroszkópok a vezetőfülkében voltak elhelyezve, bár Brennan úgy tervezte, hogy a jármű nyilvános bemutatása előtt a jármű padlója alá helyezi őket, de Scherl gépének leleplezése miatt az első nyilvános bemutatót 1909. november 10-re kellett előrehoznia. Nem volt elegendő idő a giroszkópok újbóli elhelyezésére az egysínű vasút nyilvános bemutatója előtt.
Brennan egysínű siklójának igazi nyilvános bemutatkozása 1910-ben a londoni White Cityben megrendezett japán-brit kiállításon volt. Az egysínes kocsi egyszerre 50 utast szállított egy körpályán 20 mérföld/óra (32 km/h) sebességgel. Az utasok között volt Winston Churchill is, aki jelentős lelkesedést mutatott. Az érdeklődés akkora volt, hogy Angliában és Németországban egykerekű és giroszkópos stabilizálású, óraműves egysínű gyermekjátékokat gyártottak. Bár az egysínű vasút életképes közlekedési eszköznek bizonyult, további beruházásokat nem vonzott. A két megépített jármű közül az egyiket eladták ócskavasnak, a másikat pedig 1930-ig parki menedékházként használták.

### Scherl autója

Scherl egysínű autója

Éppen amikor Brennan befejezte járművének tesztelését, August Scherl, egy német kiadó és filantróp bejelentette az általa Németországban kifejlesztett giroszkópos egysínű vasút nyilvános bemutatóját. A bemutatóra 1909. november 10-én, szerdán került volna sor a berlini állatkertben.
Scherl gépe, amely szintén egy teljes méretű jármű volt, valamivel kisebb volt, mint Brennané, hossza mindössze 17 láb (5,2 m). Négy utast tudott befogadni egy pár keresztirányú padon. A giroszkópok az ülések alatt helyezkedtek el, és függőleges tengelyűek voltak, míg Brennan egy pár vízszintes tengelyű giroszkópot használt. A szervomechanizmus hidraulikus volt, a meghajtás pedig elektromos. Szigorúan véve August Scherl csupán az anyagi hátteret biztosította. A jobbra fordító mechanizmust Paul Fröhlich találta fel, a kocsit pedig Emil Falcke tervezte.
Bár a kocsit jól fogadták, és a nyilvános bemutatók során tökéletesen teljesített, nem sikerült jelentős anyagi támogatást szereznie, és Scherl leírta a befektetését.

### Shilovsky munkája

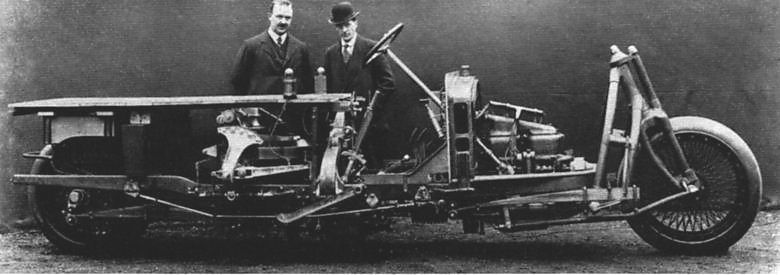
Pjotr Silovszkij girokocsija

Miután Brennan és Scherl nem tudta a szükséges beruházást megszerezni, a girovasút gyakorlati fejlesztése 1910 után Pjotr Silovszkij, egy Londonban élő orosz arisztokrata munkájával folytatódott. Az ő egyensúlyozó rendszere a Brennan és Scherlétől némileg eltérő elveken alapult, és lehetővé tette egy kisebb, lassabban forgó giroszkóp használatát. Miután 1911-ben kifejlesztett egy modell giroszkópos egysínű siklót, tervezett egy giroszkópos autót, amelyet a Wolseley Motors Limited épített, és 1913-ban London utcáin tesztelt. Mivel a Brennan és Scherl által preferált, ellenkező irányban forgó páros helyett csak egyetlen giroszkópot használt, aszimmetrikus volt a viselkedése, és éles balra kanyarodáskor instabillá vált. Érdeklődést keltett, de komolyabb finanszírozást nem kapott.

### Az első világháború utáni fejlesztések
1922-ben a szovjet kormány megkezdte a Leningrád és Carskoje Selo közötti Silovszkij egysínű vasúti pálya építését, de a források röviddel a projekt megkezdése után elfogytak.
1929-ben, 74 éves korában Brennan kifejlesztett egy siklóvasutat is. Ezt az Austin/Morris/Rover konzorcium elutasította azzal az indokkal, hogy az összes általuk épített hagyományos autót el tudták adni.

## Működési elvek

### Az alapötlet
A jármű egyetlen hagyományos sínen fut, így az egyensúlyozó rendszer nélkül felborulna.
Egy forgó kerék egy kardánkerékbe van szerelve, amelynek forgástengelye (a precessziós tengely) merőleges a forgástengelyre. A szerelvényt úgy szerelik fel a jármű alvázára, hogy egyensúlyban a forgástengely, a precessziós tengely és a jármű gördülési tengelye egymásra merőlegesek legyenek.
Ha a kardántengelyt forgásra kényszerítjük, a kerék precesszióba kerül, ami giroszkópikus nyomatékot eredményez a gördülési tengely körül, így a mechanizmus képes a járművet a függőlegesből való kihajláskor jobbra állítani. A kerék hajlamos a forgástengelyét a forgástengelyhez (a kardántengelyhez) igazítani, és ez a művelet az egész járművet a gördülési tengelye körül forgatja.
Ideális esetben a kardánkerékre ható vezérlőnyomatékokat alkalmazó mechanizmusnak passzívnak kellene lennie (rugók, csillapítók és karok elrendezése), de a probléma alapvető természete azt mutatja, hogy ez lehetetlen. Az egyensúlyi helyzet a jármű függőleges helyzetében van, így az ebből a helyzetből való bármilyen zavarás csökkenti a súlypont magasságát, csökkentve a rendszer potenciális energiáját. Bármi is hozza vissza a járművet az egyensúlyi helyzetbe, annak képesnek kell lennie arra, hogy ezt a potenciális energiát visszaállítsa, és ezért nem állhat kizárólag passzív elemekből. A rendszernek tartalmaznia kell valamilyen aktív szervót.

### Oldalsó terhelések
Ha az állandó oldalirányú erőknek csak a giroszkópos hatás állna ellen, a kardán gyorsan elfordulna a megállókon, és a jármű felborulna. Valójában a mechanizmus a járművet arra készteti, hogy belehajoljon a zavaró erőbe, és a súly egy komponensével ellenálljon annak, miközben a giroszkóp közel van a kitérés nélküli helyzetéhez.
A kanyarodásból eredő tehetetlenségi oldalerők a járművet a kanyarba dőlésre késztetik. Egyetlen giroszkóp aszimmetriát hoz létre, ami miatt a jármű túlságosan, vagy nem eléggé dől el ahhoz, hogy a nettó erő a szimmetriasíkban maradjon, így az oldalirányú erők továbbra is a fedélzeten jelentkeznek.
Annak érdekében, hogy a jármű a kanyarokban megfelelően dőljön el, el kell távolítani a jármű fordulási sebességéből eredő giroszkópos nyomatékot.
A szabad giroszkóp megtartja orientációját az inerciális térhez képest, és a giroszkópikus momentumok a forgástengelyre merőleges tengely körüli forgatással keletkeznek. A vezérlőrendszer azonban a giroszkópot az alvázhoz képest téríti el, nem pedig a fix csillagokhoz képest. Ebből következik, hogy a járműnek az inerciatérhez viszonyított dőlés- és derékszögű mozgása további nem kívánt, giroszkópikus nyomatékokat hoz létre. Ezek nem kielégítő egyensúlyi helyzeteket eredményeznek, de ami még súlyosabb, az egyik irányba történő elforduláskor a statikus stabilitás elvesztését, az ellenkező irányban pedig a statikus stabilitás növekedését okozzák. Shilovsky ezzel a problémával találkozott közúti járművénél, amely ennek következtében nem tudott éles balra kanyarodni.
Brennan és Scherl tisztában volt ezzel a problémával, és kiegyensúlyozó rendszereiket ellentétes irányban előrehaladó, ellenkező irányban forgó giroszkóppárokkal valósították meg. Ezzel az elrendezéssel a jármű minden mozgása az inerciatérhez képest egyenlő és ellentétes nyomatékokat okoz a két giroszkópra, és következésképpen ezek a nyomatékok kiegyenlítődnek. A kettős giroszkópos rendszerrel megszűnik a kanyarokban jelentkező instabilitás, és a jármű a megfelelő szögben dől el, így a fedélzeten nem jelentkezik nettó oldalirányú erő.
Kanyarodáskor az ellentétesen forgó giroszkópok megakadályozzák a kanyarokban fellépő instabilitást.
Shilovsky azt állította, hogy a dupla giroszkópos rendszerekkel nehézséget okozott a stabilitás biztosítása, bár nem világos, hogy miért van ez így. Megoldása az volt, hogy a szabályozási hurok paramétereit a fordulási sebességgel változtatta, hogy mindkét irányú kanyarban hasonló reakciót tartson fenn.
Az eltolt terhelések hasonlóan dőlést okoznak a járműnek, amíg a súlypont a támaszpont fölé nem kerül. Az oldalszél hatására a jármű beléjük dől, hogy egy súlykomponenssel ellenálljon nekik. Ezek az érintkezési erők valószínűleg nagyobb kényelmetlenséget okoznak, mint a kanyarodási erők, mivel a fedélzeten nettó oldalirányú erőket eredményeznek.
Az érintkezési oldalerők kardántengely-kihajlási torzítást eredményeznek egy Shilovsky-hurokban. Ez egy lassabb hurok bemeneteként használható a súlypont oldalirányú eltolására, hogy a jármű tartós nem inerciális erők jelenlétében is függőleges maradjon. A giroszkóp és az oldalirányú súlyponteltolódás ezen kombinációja egy 1962-es szabadalom tárgya. A giroszkópot/laterális tehereltolást alkalmazó járművet Ernest F. Swinney, Harry Ferreira és Louis E. Swinney épített 1962-ben az Egyesült Államokban. Ezt a rendszert Gyro-Dynamics monorailnek nevezték el.

## Potenciális előnyök a kétsínes járművekkel szemben
Shilovsky számos állítólagos előnyt sorolt fel, többek között:
Azért, mert a meredekebb lejtők és élesebb kanyarok elméletileg áthidalhatók.
Könyvében Shilovsky leírja a pályán történő fékezés egy olyan formáját, amely egysínes járművel megvalósítható, de felborítaná a hagyományos sínes jármű iránystabilitását. Ez a hagyományos acélra szerelt kerekekhez képest sokkal rövidebb féktávolságokat eredményezhet, ami a vonatok közötti biztonságos távolság megfelelő csökkentésével jár. 
Shilovsky azt állította, hogy tervei valójában könnyebbek, mint az egyenértékű duo-rail járművek. Brennan szerint a giroszkóp tömege a jármű tömegének 3-5%-át teszi ki, ami összemérhető az egyvágányú konstrukció alkalmazásával megtakarított forgóváz tömegével.

### Kanyarodás
A vízszintes kanyarban közlekedő járművet tekintve a legkomolyabb problémák akkor merülnek fel, ha a giroszkóp tengelye függőleges. A kardántengely tengelye körül a fordulási sebességnek van egy {\displaystyle \Omega } komponense, így a gördülési egyenletbe egy további giroszkópikus nyomaték kerül:
{\displaystyle A{\frac {d^{2}\phi }{dt^{2}}}+H({\frac {d\theta }{dt}}+\Omega \phi )=Wh\phi }
Ez elmozdítja a gördülést a fordulóhoz szükséges helyes dőlésszögtől, de ami még súlyosabb, a karakterisztikus egyenletben lévő konstans tagot megváltoztatja:
{\displaystyle {\frac {(Wh-H\Omega )k}{AJ}}}
Nyilvánvaló, hogy ha a fordulási sebesség meghalad egy kritikus értéket:
{\displaystyle \Omega ={\frac {Wh}{H}}}
A kiegyenlítő hurok instabillá válik. Azonban egy ugyanolyan, ellenkező irányban forgó giroszkóp megszünteti az instabilitást okozó gördülési nyomatékot, és ha az első giroszkóppal ellentétes irányú precesszióra kényszerül, akkor ugyanolyan irányú vezérlőnyomatékot hoz létre.
1972-ben a kanadai kormány gépészeti osztálya nagyrészt erre a problémára hivatkozva utasított el egy egysínes pályázatot. Elemzésük helyes volt, de az egyetlen függőleges tengelyű giroszkópos rendszerekre korlátozódott, és nem volt általános érvényű.

#### Maximális pörgési sebesség
A gázturbinás hajtóműveket akár 400 méter/másodperc (1,300 ft/s) peremsebességre is tervezték, és az elmúlt 50 évben több ezer repülőgépen megbízhatóan működtek. Ezért egy 10 tonnás (9,8 hosszú tonna; 11 rövid tonna), 2 méteres (6 láb 7 hüvelyk) cg magasságú giroszkóp becsült tömege, feltételezve, hogy a peremsebesség fele a sugárhajtóművek tervezésénél használt sebességnek, mindössze 140 kilogramm (310 font). Brennan ajánlása a jármű tömegének 3-5%-áról tehát igen konzervatív volt.

## Fordítás
Ez a szócikk részben vagy egészben  a   Gyro monorail című angol Wikipédia-szócikk ezen változatának fordításán alapul.  Az eredeti cikk szerkesztőit annak laptörténete sorolja fel. Ez a jelzés csupán a megfogalmazás eredetét és a szerzői jogokat jelzi, nem szolgál a cikkben szereplő információk forrásmegjelöléseként.